# زي إدواردو
جوزي إدواردو بيسشوف دي ألميدا (بالبرتغالية: Zé Eduardo‏) أو اختصاراً زي إدواردو ويلقب بـ زي لوف (مواليد 29 أكتوبر 1987 في بروميساو) هو لاعب كرة قدم برازيلي يجيد اللعب كمهاجم.

## المسيرة الإحترافية
لعب لعدة أندية برازيلية أبرزها بالميراس وسانتوس وكروزيرو وأتلتيكو بارانينيسي وفيتوريا واحترف في إيطاليا في أندية جنوى وسيينا ولعب مع نادي الشعب الإماراتي في عام 2015 ووقع مع الفيصلي السعودي مطلع عام 2018.

## وصلات خارجية
- زي إدواردو على موقع قاعدة بيانات كرة القدم.إي يو (الإنجليزية)
- زي إدواردو على موقع Soccerway.com (الإنجليزية)
- زي إدواردو على موقع AS.com (الإسبانية)